# 第7回立法院議員総選挙
第7回立法院議員総選挙（だい7かいりっぽういんぎいんそうせんきょ）は、1965年11月14日に行われた琉球政府の立法院議員選挙である。

## 選挙データ

### 公示日
- 1965年10月25日

### 投票日
- 1965年11月14日

### 議席数
- 32議席

### 選挙制度
- 小選挙区制

### 有権者数
- 392,862人
（男性：177,114人、女性：215,748人）

### 立候補者数
- 64人

## 主な争点
ベトナム戦争の進行に伴って、B-52が沖縄の米軍基地から出撃するなど、沖縄は戦争の最前線基地の観を呈するようになった。そのため野党は反米・反戦色を強め、対米協調路線をとる与党と激しく対立するようになった。
またアメリカ合衆国による沖縄統治が始まって20年が経過し、本土との格差が生じていることが明確になり、復帰の方法論をめぐる保革対立が激化していった。

## 選挙結果

### 投票率
- 83.45%

### 当選者
- 第1区 - 国場幸昌
- 第2区 - 宮城善兵
- 第3区 - 中村晄兆
- 第4区 - 山川泰邦
- 第5区 - 吉元栄真
- 第6区 - 伊芸徳一
- 第7区 - 高江洲義永
- 第8区 - 久高将憲
- 第9区 - 浜端春栄
- 第10区 - 知花英夫
- 第11区 - 桑江朝幸

- 第12区 - 崎浜盛永
- 第13区 - 平良幸市
- 第14区 - 岸本利実
- 第15区 - 与座康信
- 第16区 - 知念朝功
- 第17区 - 森田孟松
- 第18区 - 嵩原久男
- 第19区 - 古堅実吉
- 第20区 - 伊良波長幸
- 第21区 - 友寄喜弘
- 第22区 - 安里積千代

- 第23区 - 大田昌知
- 第24区 - 長嶺秋夫
- 第25区 - 上原重蔵
- 第26区 - 大城眞順
- 第27区 - 新垣孝善
- 第28区 - 盛島明秀
- 第29区 - 砂川旨誠
- 第30区 - 垣花恵昌
- 第31区 - 大浜国浩
- 第32区 - 星克

### 党派別獲得議席
| 党派           | 得票数  | 得票率 | 議席 |
| -------------- | ------- | ------ | ---- |
| 民主党         | 143,883 | 47.12% | 19   |
| 沖縄社会大衆党 | 82,672  | 27.07% | 7    |
| 日本社会党     | 15,255  | 5.00%  | 2    |
| 沖縄人民党     | 27,402  | 8.97%  | 1    |
| 無所属         | 36,137  | 11.83% | 3    |

出：表「党派別当選者数および得票数」、沖縄タイムス編集『沖縄年鑑』1969（昭和44年）復刻版、466頁